# Orchis provincialis
L'orchide di Provenza (Orchis provincialis Balb. ex Lam. & DC., 1806 ) è una pianta appartenente alla famiglia delle Orchidacee.

## Descrizione

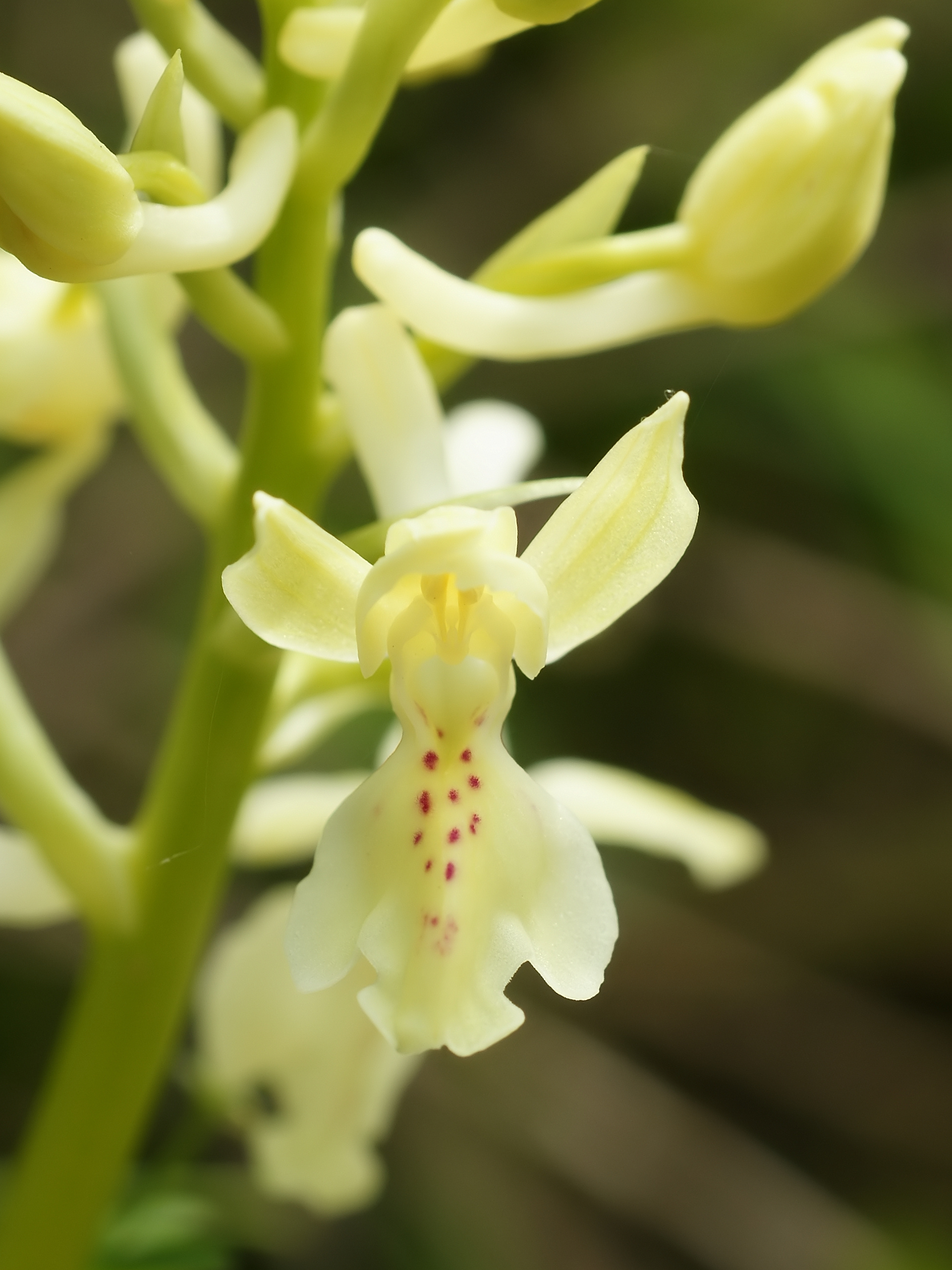
Dettaglio del fiore

È una pianta erbacea alta 20–40 cm, con foglie inferiori oblungo-lanceolate, riunite a rosetta, verdi maculate di bruno, foglie cauline inguainanti il fusto e brattee lanceolate giallastre.

L'infiorescenze raggruppa da 5 a 30 fiori di colore dal bianco crema al giallo chiaro, 
con sepali laterali ovati, eretti e sepalo mediano leggermente proteso in avanti, e petali conniventi, più corti dei sepali. Il labello, trilobato, presenta lobi laterali riflessi e lobo mediano di colore giallo zolfo nella zona centrale, con una fine punteggiatura di colore dall'arancio al porpora; lo sperone è cilindrico arcuato e ascendente, più lungo dell'ovario. Il ginostemio  è breve, ottuso, con masse polliniche di colore giallo pallido.
Fiorisce da aprile a giugno.
Il numero cromosomico di Orchis provincialis è 2n=42.

## Distribuzione e habitat
Ha un areale mediterraneo: è diffusa dalla penisola iberica e dalla Francia meridionale sino ai Balcani e all'Asia minore. In Italia è comune in tutta la penisola e nelle isole maggiori.
Predilige i suoli leggermente acidi di prati, cespuglieti e boschi, da 0 a 1750 m di altitudine.